# Vassula Rydén
Vassula Rydén (El Cairo, 18 de enero de 1942–Atenas, 24 de septiembre de 2024) fue una mística cristiana y escritora religiosa egipcia, que afirmó haber tenido dos sueños proféticos en su niñez y visiones de Jesús desde 1985; publicó una extensa obra, que reúne los mensajes que afirma haber recibido de su diálogo con Dios. Su obra le granjeó alguna notoriedad; el libro, llamado La verdadera vida en Dios, ha sido traducido por voluntarios a 40 idiomas, y Vassula Rydén fue invitada a dictar conferencias en numerosos países sobre su experiencia. Sus escritos no han sido reconocidos por la Iglesia ortodoxa ni por la Iglesia católica, que han publicado documentos denunciando errores en sus enseñanzas y aconsejando a los fieles no participar en sus actividades ni difundir sus escritos.

## Biografía
Vassula Rydén nació en el barrio cairota de Heliópolis, en el seno de una familia ortodoxa griega. Empezó la escuela en Egipto y a la edad de 15 años emigró a Europa. De acuerdo a sus obras, desde temprana edad comenzó a padecer pesadillas espantosas que atribuía a Satanás. A comienzos de la pubertad dice haber tenido experiencias místicas, incluida una boda espiritual con Jesús. Durante sus años de adolescencia dice haber visto en varias ocasiones a las almas de personas muertas rodeándole. Poco tiempo después, se volvió indiferente a los temas religiosos.[cita requerida]
En noviembre de 1966 se casó con un hombre de religión luterana en la ciudad de Lausana, Suiza, en una Iglesia ortodoxa griega; en noviembre de 1980 se divorció de él. En junio de 1981 contrajo matrimonio civil con Per Rydén, un sueco luterano. En 1990 regularizó su unión en la Iglesia ortodoxa griega y celebró su matrimonio religioso en Lausana, el 31 de octubre de 1991. Tiene dos hijos de su primer matrimonio, nacidos en 1971 y 1976. Rydén se declara griega ortodoxa. Habla varios idiomas, aunque su lengua cotidiana es el inglés.

## Los mensajes deLa verdadera vida en Dios

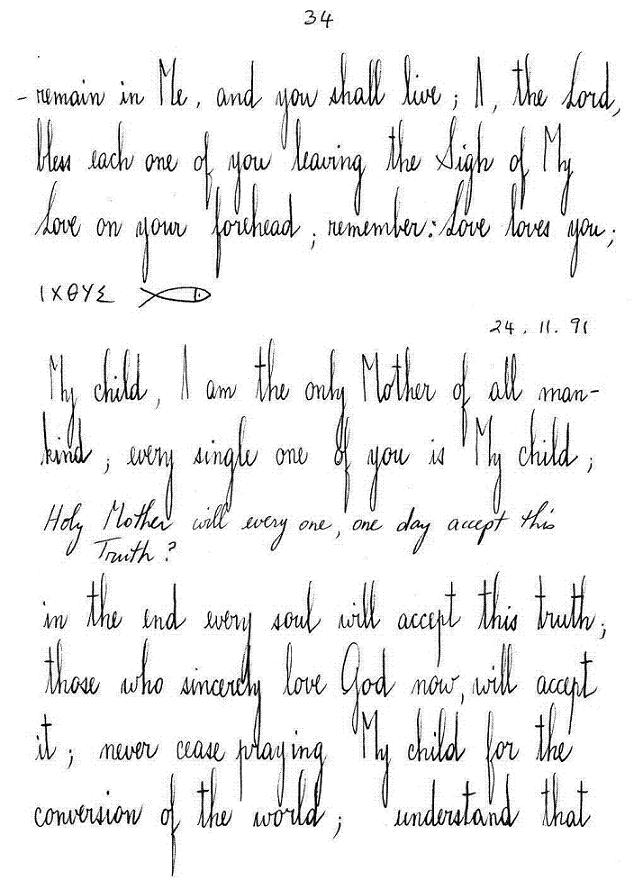
Una copia de los manuscritos de Vassula de los supuestos mensajes que le entregaron el propio Jesucristo y su ángel de la guarda

Según lo que Vassula dice de sí misma, hacia finales de noviembre de 1985, mientras vivía en Bangladés, un ser invisible que se presentó como su «ángel guardián Daniel» la visitó mientras realizaba las compras en el supermercado de siempre. Según ella, el ángel se manifestó moviendo su mano sin que ella pudiera tomar el control, mientras formaba palabras y dibujos. De esta manera, comenzaría a recibir «mensajes» en inglés, aproximadamente de 4 a 6 horas de «dictados guiados» diarios. Tres meses después dijo experimentar la breve intervención de otro ser que se presentó como «Dios Padre». Según el relato, poco después, el «ángel guardián Daniel» la sometió a una semana de purificación en el que ella pudo ver sus pecados tal como los ve Dios, hecho que fue seguido por la sutil sustitución de su ángel por otra presencia que se identificó como «Jesús». «Jesús» también se comunicaba por medio de los dictados guiados por los que se comunicaba el ángel, llamando a su vez a los mensajes «La Verdadera Vida en Dios». Otras personalidades intervienen también de manera progresiva en sus comunicaciones: la «Virgen María», «San Miguel Arcángel», el «Padre Pío», el «Diablo», etc.
El contenido de los mensajes es religioso, una revisión de textos bíblicos y enseñanzas de las Iglesias Católica y Ortodoxa. Los temas principales son la unidad cristiana, la importancia de volver al Papa, la aproximación de un tiempo de «purificación» y la importancia de que los mensajes sean conocidos a fin de poder terminar con la división entre los cristianos y hasta cierto punto hacer un llamado a otras religiones para que escuchen también la llamada a la unidad. Según Rydén, Dios le dio la llave para la unidad y para una mejor comprensión de los evangelios, a través de la Lectio divina, y reafirma que los mensajes son un medio de meditación, para leer más la Biblia, a fin de mantener el alma despierta; permitiendo a su vez que esta progrese. Rydén deja ver con insistencia durante la primera serie de libros, que el Dios que habíamos olvidado jamás nos olvidó.
Durante los primeros años de los fenómenos, Rydén tuvo a padres espirituales católicos como sus guías; fue entonces cuando «Jesús» le dice que asumiría personalmente ese papel, aunque regularmente cuenta también con la asesoría espiritual y apoyo del padre Michael O'Carroll, el cual afirma que también «Jesús» le ha dado mensajes de unidad.
Hasta el momento, los escritos (varios miles de páginas) se han traducido y publicados en 40 idiomas. Desde 1985 dice tener el don definitivo de los místicos (locución y visión interior) y dice sufrir la pasión de Cristo cada viernes. Vassula Rydén sostiene que su experiencia no se trata de «escritura automática» tal como ocurre en los fenómenos channelling del espiritismo, y que el autor de los mensajes es verdaderamente Jesucristo.
El contenido de los mensajes de "La Verdadera Vida en Dios" publicados por Rydén, han motivado tanto detracciones como defensas en los ambientes religiosos.

## Reconocimiento en ámbitos religiosos

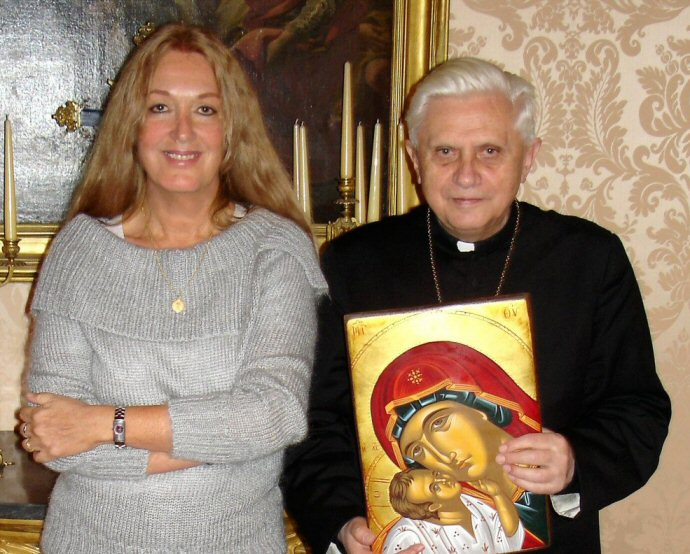
Vassula con el cardenal Joseph Ratzinger (que luego llegó a ser el Papa Benedicto XVI) en el 2004

En 1995, la Iglesia Católica dio una opinión negativa sobre las escrituras a través de la publicación de una notificación por la Congregación para la Doctrina de la Fe, bajo la tutela del cardenal Joseph Ratzinger (luego elevado al solio pontificio como Benedicto XVI), en la cual se precisaron errores a la luz de la doctrina de la Iglesia contenidas en la obra de Rydén, y pide a los obispos el no facilitar la difusión de sus escritos en las diócesis.
Entre 2001 y 2004, Rydén tuvo un diálogo con la Congregación para la Doctrina de la Fe, que fue documentado en cartas luego publicadas en los libros de la Rydén. A pedido de la Congregación, ella contestó a una serie de preguntas relativas a errores señalados en la Notificación de 1995.Al concluirse el diálogo, Rydén anunció que su situación se había regularizado con la Iglesia Católica.
Sin embargo en enero de 2007, la Congregación para la Doctrina de la Fe envió una comunicación a todas las conferencias episcopales del mundo, en la cual confirma el juicio doctrinal negativo de la notificación de 1995 y desaconseja la participación de los fieles católicos en los grupos de oración de la Verdadera Vida en Dios.
El 16 de marzo de 2011, el Patriarcado Ecuménico de Constantinopla publicó una declaración en la cual condena las enseñanzas de Rydén y pide a los fieles ortodoxos no difundirlas.